# New Market (Iowa)
New Market è un comune degli Stati Uniti d'America, situato nello Stato dell'Iowa, nella contea di Taylor.